# Morum strombiforme
Morum strombiforme is een slakkensoort uit de familie van de Harpidae. De wetenschappelijke naam van de soort is voor het eerst geldig gepubliceerd in 1842 door Reeve.